# Kurt Goldstein (Journalist)

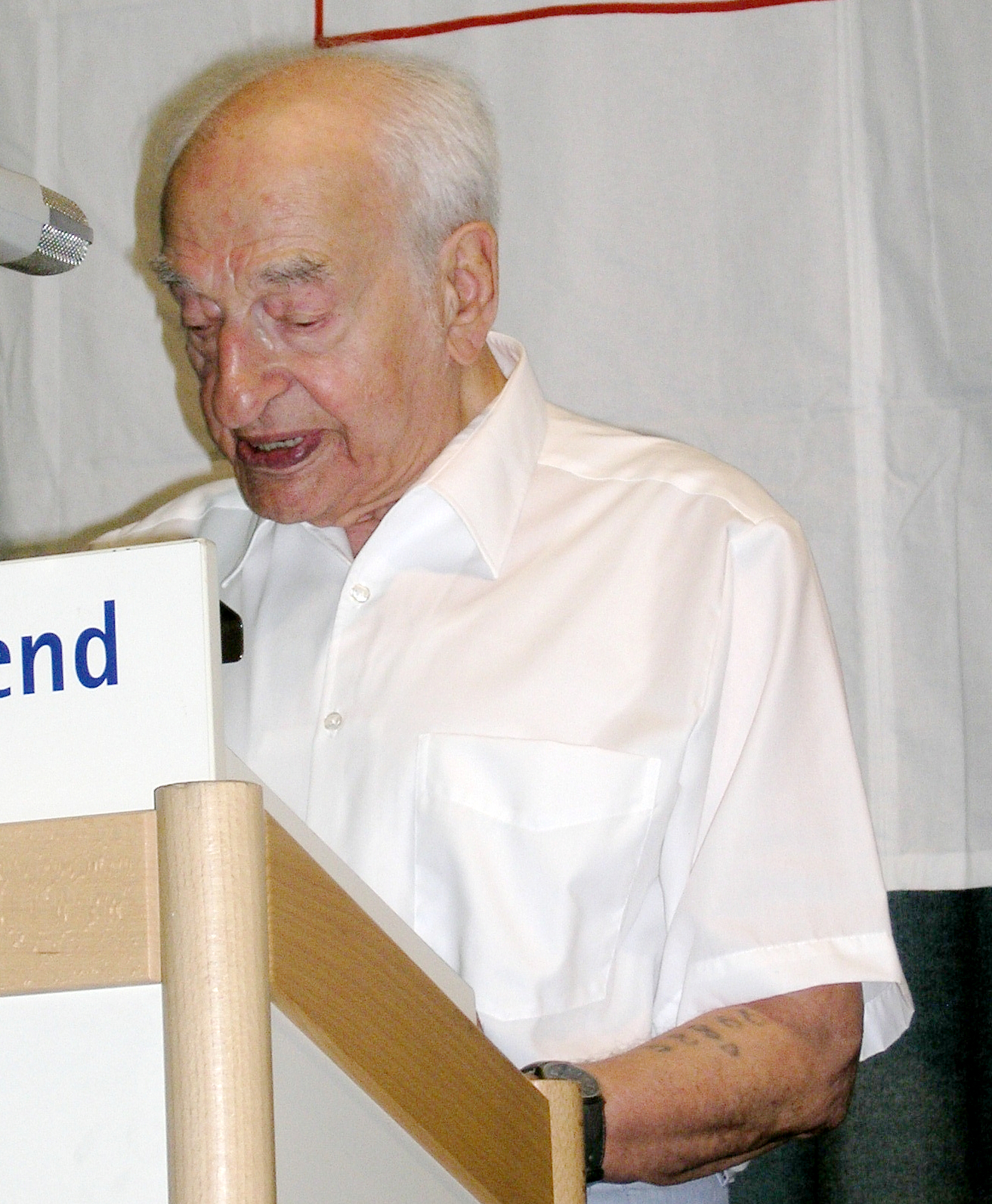
Kurt Goldstein spricht zu den Delegierten der VVN-BdA Bundesversammlung, Mai 2004

Kurt Julius Goldstein (* 3. November 1914 in Scharnhorst, Dortmund (Westfalen); † 24. September 2007 in Berlin) war ein deutsches Mitglied der Internationalen Brigaden im spanischen Bürgerkrieg, Überlebender von Auschwitz und des Todesmarsches nach Buchenwald. Goldstein war Ehrenvorsitzender des Internationalen Auschwitz Komitees und der Vereinigung der Verfolgten des Naziregimes/Bund der Antifaschisten. Als NS-Verfolgter berichtete Goldstein in zahllosen Zeitzeugengesprächen an Schulen und bei Veranstaltungen von seinem Leben. Von Beruf war er Journalist und Rundfunkintendant.

## Leben

### Kindheit und Jugend
Kurt Julius Goldstein wurde 1914 in Scharnhorst, heute ein Stadtbezirk von Dortmund, als jüngstes von vier Geschwistern (zwei Mädchen, zwei Jungen) geboren. Seine Eltern waren der 1920 seinen Kriegsverletzungen aus dem Ersten Weltkrieg erlegene, pazifistisch orientierte Kaufhausbesitzer Emil Goldstein aus Hamm (Westfalen) und Ida Cohen aus Wittmund. Die verwitwete Mutter zog 1923 mit ihren vier Kindern nach Hamm um.
Bereits in der Schule machte Goldstein Erfahrung mit dem wachsenden Antisemitismus in Deutschland. Zunächst war er Mitglied des linken jüdischen Jugendbundes „Kameraden“ und der SPD-nahen Sozialistischen Arbeiterjugend. 1928 schloss er sich dem von Max Reimann geleiteten Kommunistischen Jugendverband Deutschlands (KJVD) an und trat 1930 der Kommunistischen Partei Deutschlands (KPD) bei. Zu seinem Schutz erhielt er den Decknamen „Kurt Berger“, den er bei allen Parteiaktivitäten verwendete. 1932 wurde er „wegen kommunistischer Umtriebe“ in Hamm der Schule verwiesen. Er wechselte daraufhin zur katholischen und liberalen Conrad-Schlaun-Oberrealschule in Münster. Dort legte er im selben Jahr das Abitur ab.

### Zeit des Nationalsozialismus
Am 28. Februar 1933, dem Tag der Reichstagsbrandverordnung, erhielt er eine Warnung, dass er polizeilich gesucht werde, und tauchte bei einer befreundeten Bergarbeiterfamilie in Scharnhorst (heute Alt-Scharnhorst) unter. Am 3. April 1933 gelang es ihm, der drohenden Verhaftung an seinem Zufluchtsort zu entgehen. Er konnte sich zu Verwandten im luxemburgischen Bad Mondorf absetzen und begab sich von dort nach Saarbrücken, wo ihm seine Genossen auftrugen, sich beim Hechaluz-Zentrum in Paris zu melden. Er wurde nach Lothringen geschickt und schloss sich dem Kibbuz HaOlim in dem zu Mondorff gehörenden hameau Altwies (Weiler Altwies) an. 
Goldstein litt unter dem von ihm so empfundenen Laissez-faire im Kibbuzalltag. Als er zusammen mit Genossen aus dem Kommunistischen Jugendverband und den Roten Studenten in die Kibbuz-Leitung und gar zum Vorsitzenden gewählt wurde, führten sie „mit Erfolg eine zuverlässige Ordnung ein“, die sowohl die Tagesabläufe als auch die Ausbildungspläne strukturierte.:S. 96 Allerdings regte sich Widerspruch gegen das Regime des „preußischen Westfalen“. Es gab Beschwerden bei der Hechaluz-Zentrale in Paris, und Goldstein wurde als Kibbuz-Leiter abgesetzt. Damit einher ging auch seine Verbannung aus dem Kibbuz: Er wurde zur Einzel-Hachschara in Südfrankreich geschickt.:S. 96 und arbeitete als Hilfsarbeiter bei einem Weinbauern in Lunac (bei Villefranche-de-Rouergue, Département Aveyron). Mit den dabei erworbenen landwirtschaftlichen Kenntnissen bereitete er sich auf die Auswanderung nach Palästina vor, wo er sich von Juni 1935 bis zur Jahresmitte 1936 aufhielt.
Ab November 1936 nahm Goldstein als Interbrigadist am Spanischen Bürgerkrieg teil, wo er bei Caspe verwundet wurde und später als Politkommissar einer Einheit in Vic und später in Santa Coloma de Farners fungierte. Nach der Demobilisierung der Internationalen Brigaden 1938 und dem Sieg Francisco Francos 1939 wurde er im Februar 1939 zunächst im französischen Sammellager Saint-Cyprien (Pyrénées-Orientales) interniert, ab Mai 1939 in Gurs, und nach Beginn der deutschen Besetzung Frankreichs im Zweiten Weltkrieg als angeblicher deutscher Spion im Lager Le Vernet.
Im Juli 1942 wurde Goldstein an das Deutsche Reich ausgeliefert und über das KZ Drancy nach Auschwitz (Häftlings-Nr.: 5 88 66) verschleppt. Bei der Zwangsarbeit in den Kohlengruben des Außenlagers Jawischowitz leistete er weiter Widerstand und erhielt von der SS den Spitznamen „Judenkönig“. Goldstein überlebte 30 Monate im Konzentrationslager und im Januar 1945 den Todesmarsch nach Buchenwald. Zusammen mit anderen Häftlingen leistete er am 19. April 1945 den Schwur von Buchenwald.

### Nach dem Zweiten Weltkrieg
Nach dem Krieg engagierte sich Goldstein zunächst in Berlin in der KPD/SED. Er arbeitete als Jugendsekretär der KPD und wurde Vorsitzender des Landesjugendausschusses in Thüringen. 1946 kehrte Goldstein in seine Heimatstadt Dortmund zurück und arbeitete hier für die KPD. Später war er 1. Sekretär des FDJ-Zentralbüros in der Bundesrepublik. 1951 siedelte er in die DDR über.
In der DDR wurde Goldstein politischer Mitarbeiter der Westabteilung des Zentralkomitee der SED und wechselte 1956 zum Rundfunk der DDR, wo er bis zu seiner Pensionierung 1978 als Funktionär in leitender Stellung tätig war. 1957 kam er zum Deutschlandsender (DDR), dessen Intendant er von 1969 bis 1971 war. Nach der Umbenennung in Stimme der DDR 1971 war er bis 1978 Intendant dieses Senders. 1976 wurde Goldstein Vizepräsident des Internationalen Auschwitz Komitees und von 1982 bis 1991 Sekretär der Internationalen Föderation der Widerstandskämpfer in Wien. Seit 1994 war er Ehrenvorsitzender des Interessenverbandes der Teilnehmer am antifaschistischen Widerstand, der Verfolgten des NS-Regimes und der Hinterbliebenen (IVVdN).
Goldstein war Träger des Bundesverdienstkreuzes, arbeitete für viele internationale Organisationen, war Ehrenpräsident des Internationalen Auschwitz Komitees und Ehrenvorsitzender der Vereinigung der Verfolgten des Naziregimes – Bund der Antifaschistinnen und Antifaschisten. Seit 1996 war er Ehrenbürger Spaniens. Der Regierende Bürgermeister von Berlin Klaus Wowereit ehrte am 20. Mai 2005 Kurt Julius Goldstein im Auftrag des Bundespräsidenten mit dem „Verdienstkreuz 1. Klasse des Verdienstordens der Bundesrepublik Deutschland“. Bis zu seinem Lebensende berichtete er unermüdlich in Zeitzeugengesprächen, bevorzugt an Schulen, über die NS-Zeit. 2006 gehörte er zu den Unterstützern der „Berliner Erklärung“ der Initiative Schalom5767 – Frieden 2006, die für eine Palästina-Politik entsprechend den Grundsätzen des Humanismus und des Völkerrechts eintritt.

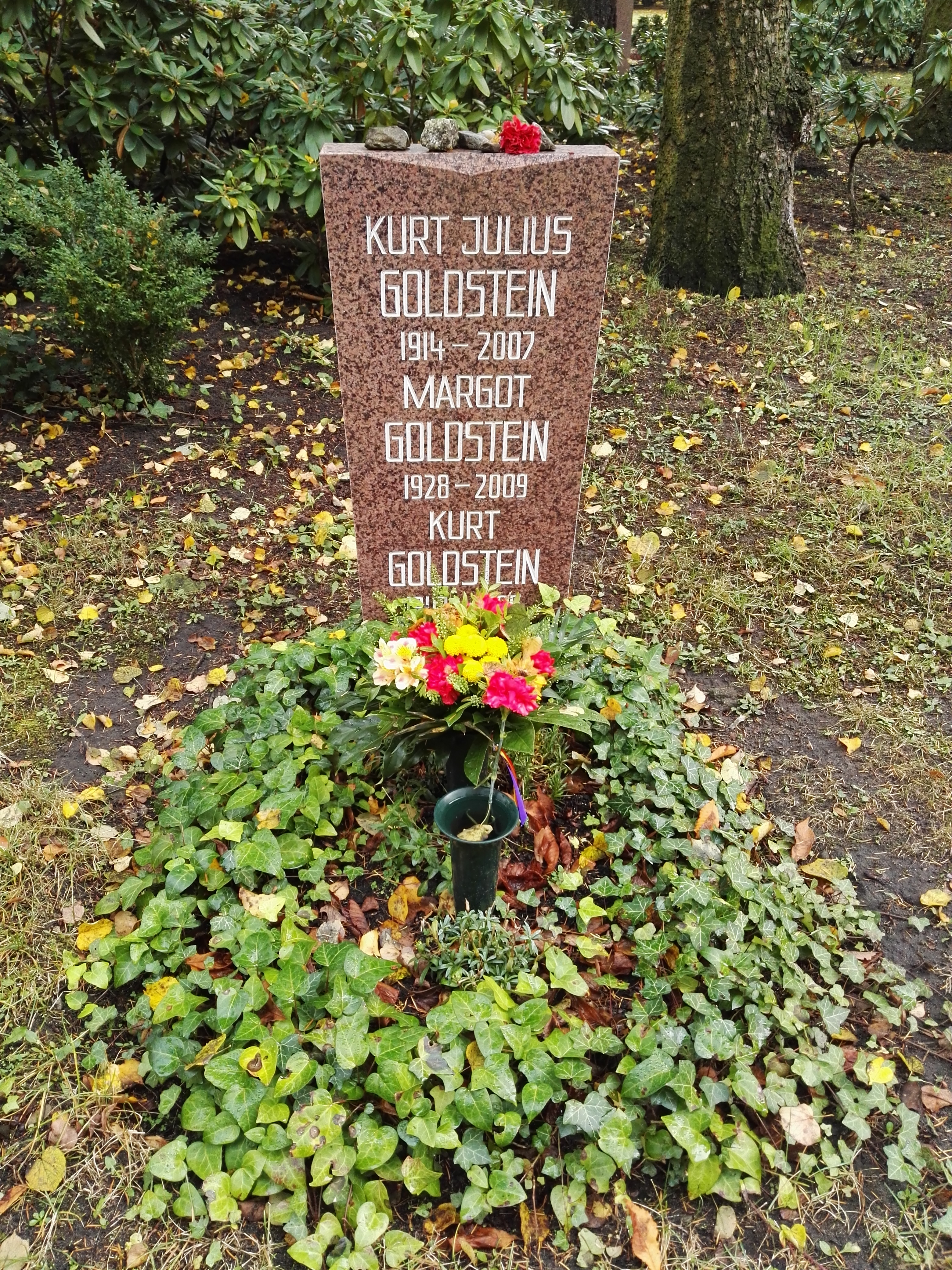
Grabstätte

Kurt Goldstein starb am 24. September 2007 in Berlin. Seine Urne wurde am 20. Oktober im Beisein von etwa 400 Trauergästen in der Grabanlage Pergolenweg auf dem Zentralfriedhof Friedrichsfelde beigesetzt.

## Familie
Günter Goldstein, der ältere Bruder von Kurt Goldstein, wurde 1933 verhaftet und verbrachte anschließend zwei Jahre in einem Gefängnis in Köln, im KZ Brauweiler und im KZ Börgermoor. Bis 1936 gelang es ihm, mit den beiden Schwestern Ottilie und Irmgard sowie der Mutter Ida Goldstein nach Palästina zu emigrieren.
Mit Ausnahme der engsten Familie und eines Cousins, der ebenfalls nach Palästina emigrierte, sowie eines Onkels und einer Tante, die nach Lateinamerika auswanderten, starben alle Verwandten von Kurt Goldstein in der Schoah. In einem Interview für das Visual History Archive berichtete Goldstein 1996, dass über fünfzig seiner Verwandten von den Nationalsozialisten ermordet wurden.
Kurt Goldstein war zweimal verheiratet. Seine erste Frau Helga Schimpf lernte er 1945 in Thüringen kennen. Sie starb 1947 an Typhus, drei Monate nach der Geburt eines gemeinsamen Sohnes, des späteren Schauspielers und Synchronsprechers Kurt Goldstein (1947–1995). 1951 heiratete Goldstein Margot Wloch, die Tochter des Kommunisten Wilhelm Wloch. Der Ehe entstammten vier weitere Söhne, die zwischen 1951 und 1962 geboren wurden. Der Enkel Daniel Goldstein ist Pressesprecher des Hashomer Hatzair Berlin.

## Ehrung und Erinnerung
Am 11. April 2010 wurde anlässlich des 65. Jahrestages der Befreiung des KZs Buchenwald in Berlin-Hellersdorf ein Park nach Kurt Goldstein benannt. Die geplante Widmung einer Straße in Dortmund scheiterte 2023 zunächst am Widerspruch von AfD und CDU. Am 5. Dezember 2023 wurde mit den Stimmen von SPD und Grünen jedoch die Benennung der Straße nach Kurt Goldstein beschlossen.

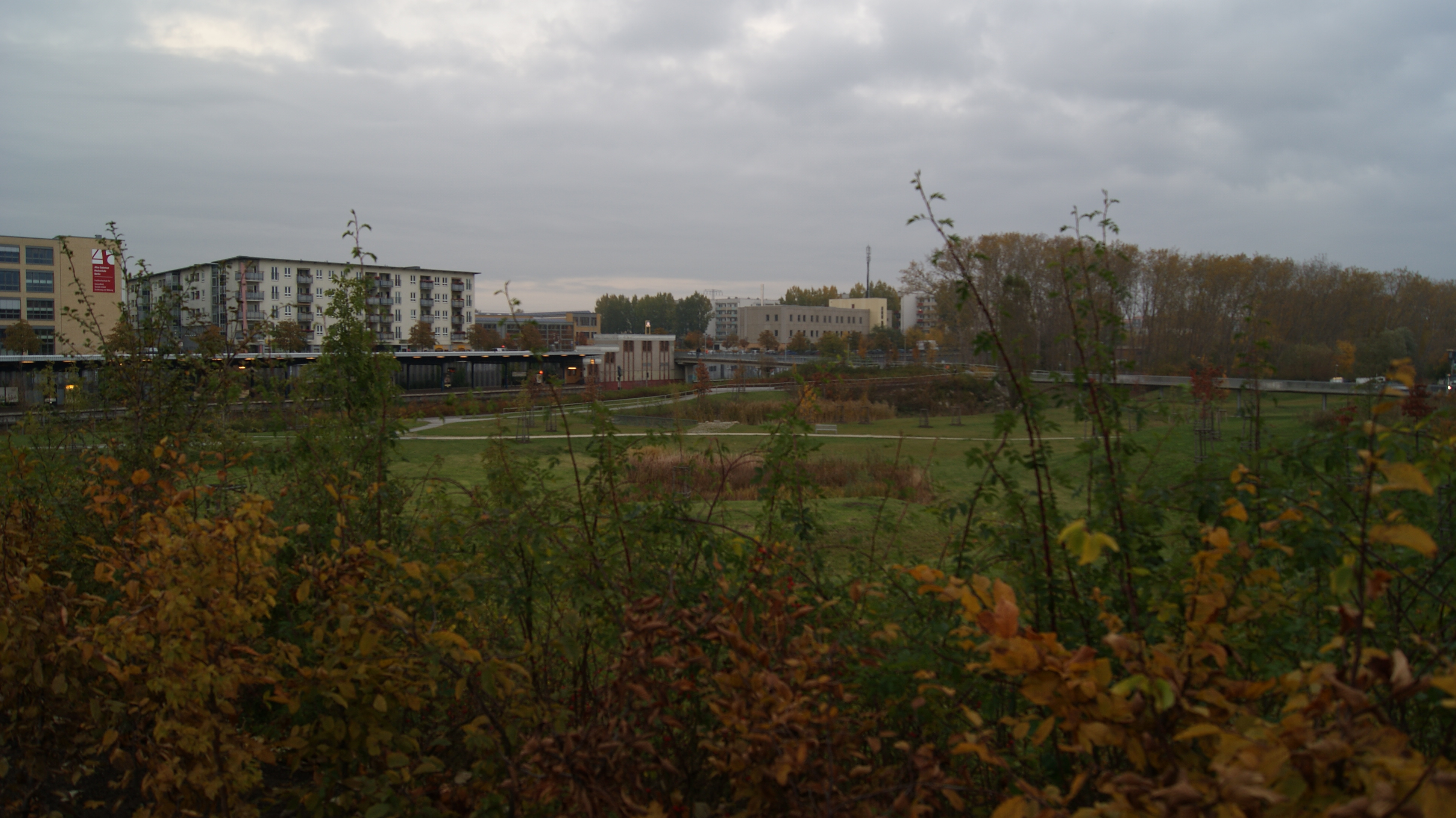
Kurt-Julius-Goldstein-Park in Berlin (Marzahn-Hellersdorf)
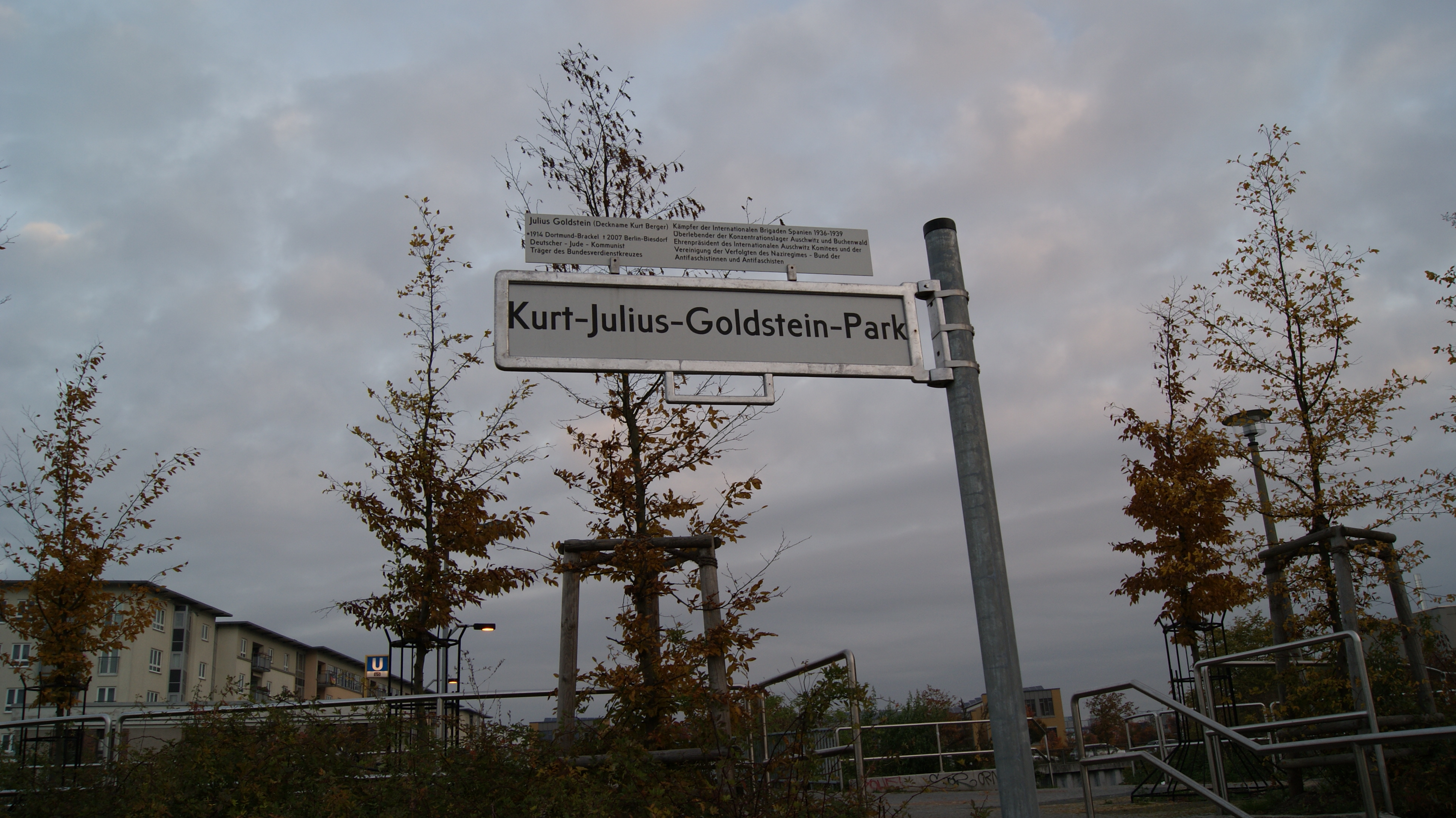
Hinweisschild zum Kurt-Julius-Goldstein-Park in Berlin (Marzahn-Hellersdorf)
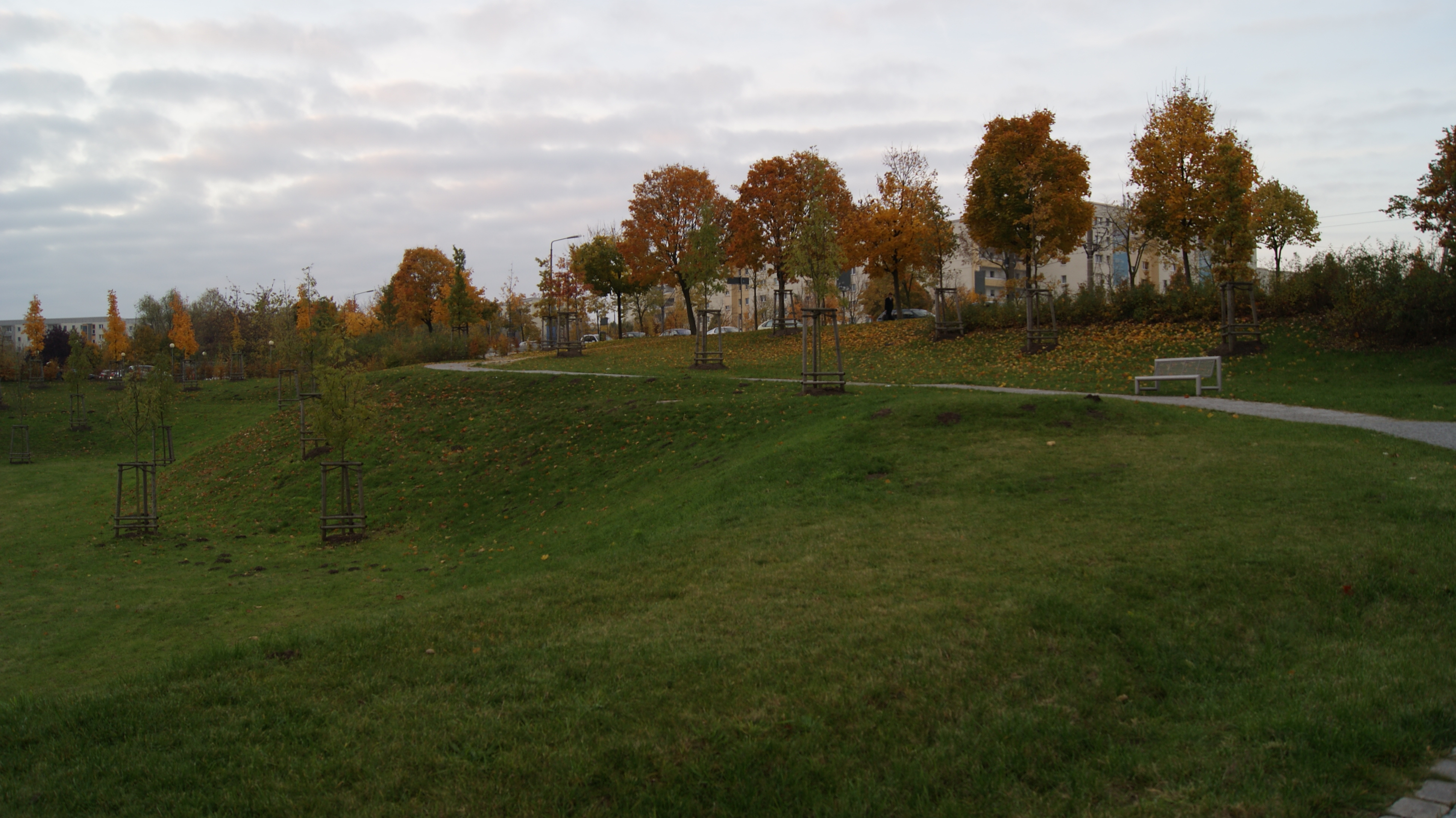
Blick vom Park zur angrenzenden Straße
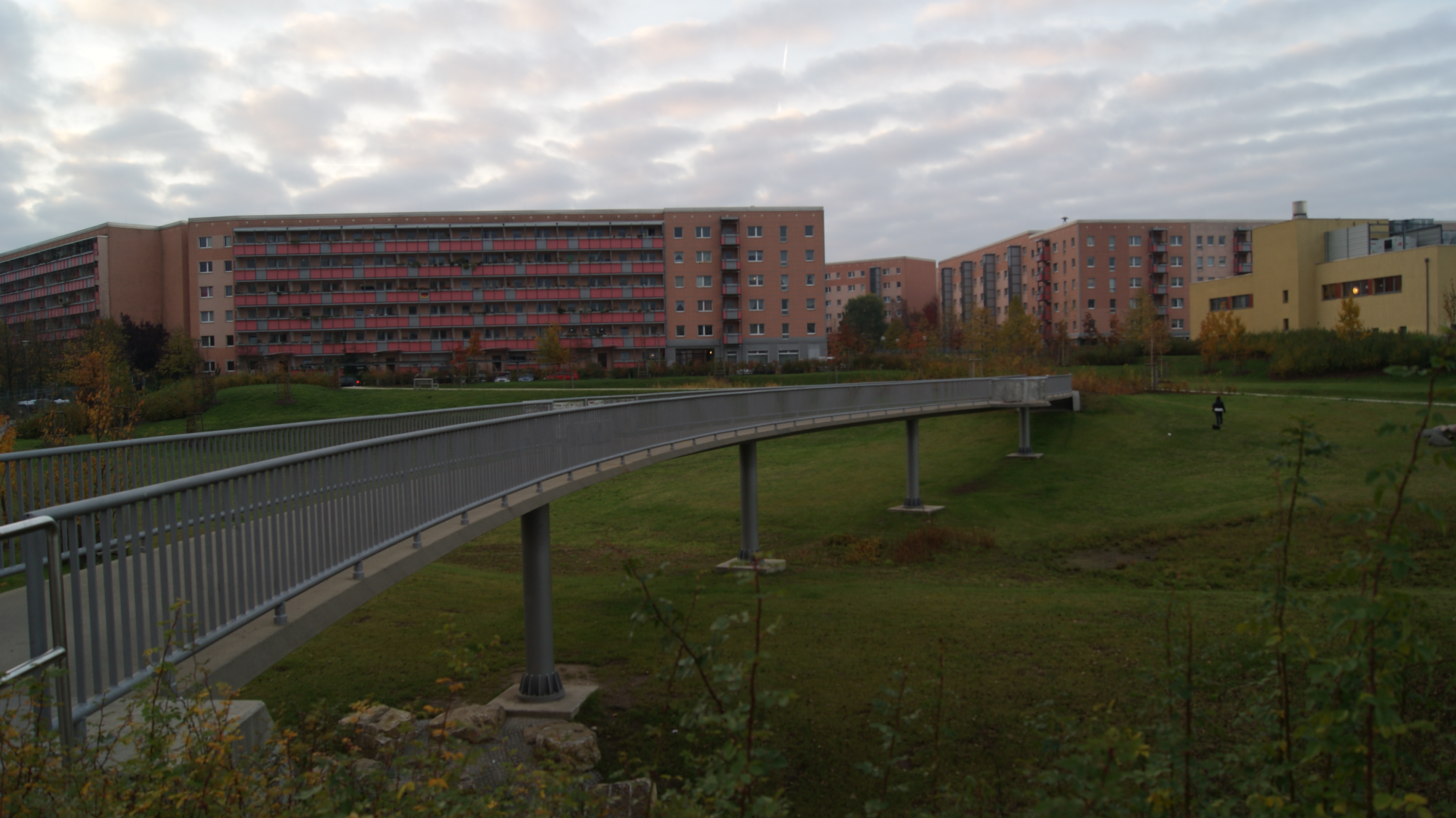
Kurt-Julius-Goldstein-Park in Berlin (Marzahn-Hellersdorf)

## Werke
- Die Reichen sollen zahlen! Was erwarten Sie vom Lastenausgleich. Parteivorstand der Kommunistischen Partei Deutschlands, Frankfurt am Main 1948.
- Trautes Heim, Glück allein. Parteivorstand der KPD, Düsseldorf 1948.
- 5 Milliarden. Kleine Lektion über Besatzungskosten. Was jeder wissen muss! KPD-Hauptvorstand, Frankfurt am Main, 1949.
- Wir sind die letzten – fragt uns. Reden und Schriften 1974–2004.Hrsg. von Friedrich-Martin Balzer. 2. Aufl. Pahl-Rugenstein, Bonn 2005, ISBN 3-89144-362-5.

## Film
- Ingrid Strobl: Vorwärts und nicht vergessen. Kurt Julius Goldstein. Ein Porträt. Produktion: Friedrich-Martin Balzer, VHS-Video 1994, 56 Minuten, inzwischen auch als DVD.